# Южно-Уральский ботанический сад-институт УФИЦ РАН
Южно-Уральский ботанический сад-институт Уфи́мского федерального исследовательского це́нтра РАН (башк. РФА академияһы Өфө федераль тикшеренеү үҙәгенең көньяҡ-урал ботаника баҡса-институты) — государственное академическое научное учреждение в Уфе. Находится в юго-восточной части города в
междуречье рек Уфы и Сутолоки; граничит с лесопарком имени Лесоводов Башкирии. Особо охраняемая природная территория федерального значения ботанического профиля площадью 23,7 га.
Полное название института — Южно-Уральский ботанический сад-институт — обособленное структурное подразделение Федерального государственного бюджетного научного учреждения Уфимского федерального исследовательского центра Российской академии наук, сокращённое — ЮУБСИ УФИЦ РАН.

## Направления исследований
Ботанический сад-институт занимается фундаментальными и прикладными научно-исследовательскими работами в области интродукции, генетики, акклиматизации с целью сохранения биоразнообразия растений, а также научно-просветительской деятельностью.
Направления исследований: разработка научных интродукции и акклиматизации растений на Урале и в Башкирии; сохранение и изучение генофонда природной и культурной флоры на основе живых коллекций; изучение, охрана и воспроизводство редких и исчезающих видов растений; селекция устойчивых сортов декоративных и плодовых культур; анализ популяционно-генетической структуры и микроэволюции лесных древесных видов, в том числе в связи с антропогенными воздействиями; обоснование путей селекционного улучшения лесных древесных растений на популяционной основе; разработка методов вегетативного размножения и технологий клонального микроразмножения редких и хозяйственно-ценных растений.

## История
Ботанический сад основан в 1932 году в составе Башкирского НИИ социалистической реконструкции сельского хозяйства и первоначально располагался в районе станции Дёма на площади 0,5 га.
В 1934 году переведён в район деревни Сипайлово в состав Башкирского почвенно-ботанического бюро, в 1937 — в Наркомат земледелия БАССР.
В 1939 Ботанический сад передан в ведение Уфимского горисполкома и переведён в район деревни Новиковка (ныне микрорайон Зелёная роща) на отведённую территорию площадью 117 га, из которых было практически освоено 19 га, составляющие основную часть современной территории.
В 1945 преобразован в Башкирский ботанический сад республиканского значения.
В 1952 году вошёл в систему Академии наук в составе Института биологии Башкирского филиала АН СССР (территория увеличилась до 23 га), в 1957 — включён в состав Института биологии Башкирского филиала АН СССР (впоследствии Башкирского научного центра Уральского отделения АН СССР).
В 1991 году преобразован в самостоятельный институт — Южно-Уральский ботанический сад-институт Уфимского федерального исследовательского центра РАН.

## Состав
Лаборатории

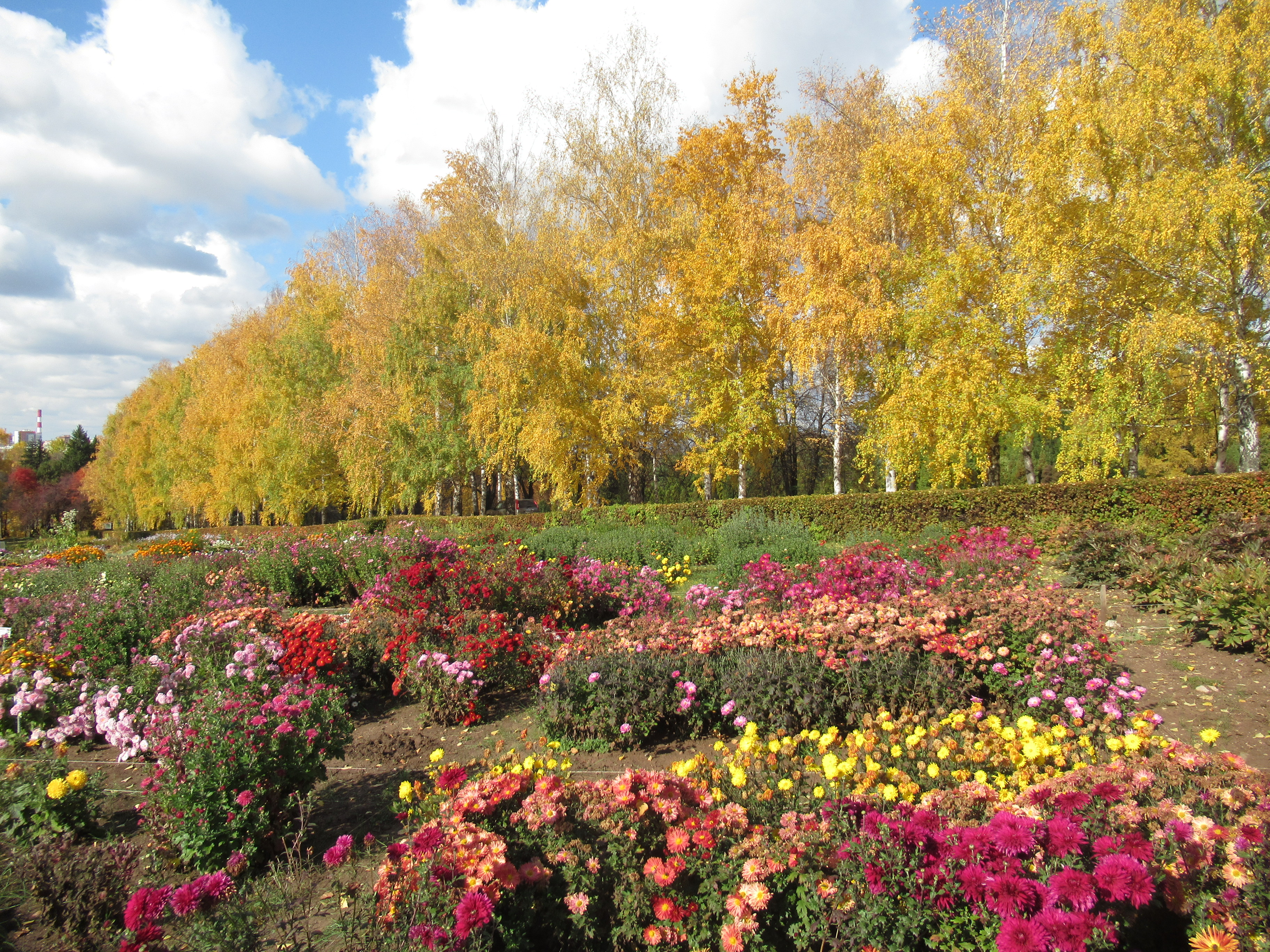
Хризантемы на территории ботанического сада

- Лаборатория интродукции и селекции цветочных растений
  - Коллекционный участок декоративных многолетних травянистых растений (245 видов и сортов, в том числе более 70 сортов пиона, около 40 сортов лилейников, 16 сортов георгин, 12 сортов нарциссов, 10 сортов хосты, около 60 видов почвопокровных растений)
  - Коллекционный участок однолетних декоративных растений (189 таксонов из 33 семейств, из них 50 сортов астры китайской)
  - Коллекционный участок ирисов (137 видов и сортов, в том числе 102 сортов ириса садового, 8 сортов ириса сибирского, 3 сорта ириса низкого)
- Лаборатория дикорастущей флоры и интродукции травянистых растений
  - Участок нетрадиционных кормовых культур (25 видов и сортов)
  - Интродукционный питомник декоративных злаков (54 вида и сорта)
  - Участок филогенетической системы растений (2 класса, 9 подклассов, 33 порядка, 41 семейство и 88 видов растений)
  - Коллекционный участок лекарственных растений (143 вида)
  - Экспозиционный участок непрерывного цветения многолетних травянистых растений (108 видов и сортов)
  - Коллекционный участок луков (35 видов)
  - Коллекционный участок редких и исчезающих видов растений Южного Урала (около 100 видов редких растений, в том числе 2 вида из «Красной книги СССР», 44 вида — из «Красной книги БАССР», остальные — из категории сокращающихся видов, включая 9 реликтовых и 14 эндемичных растений)

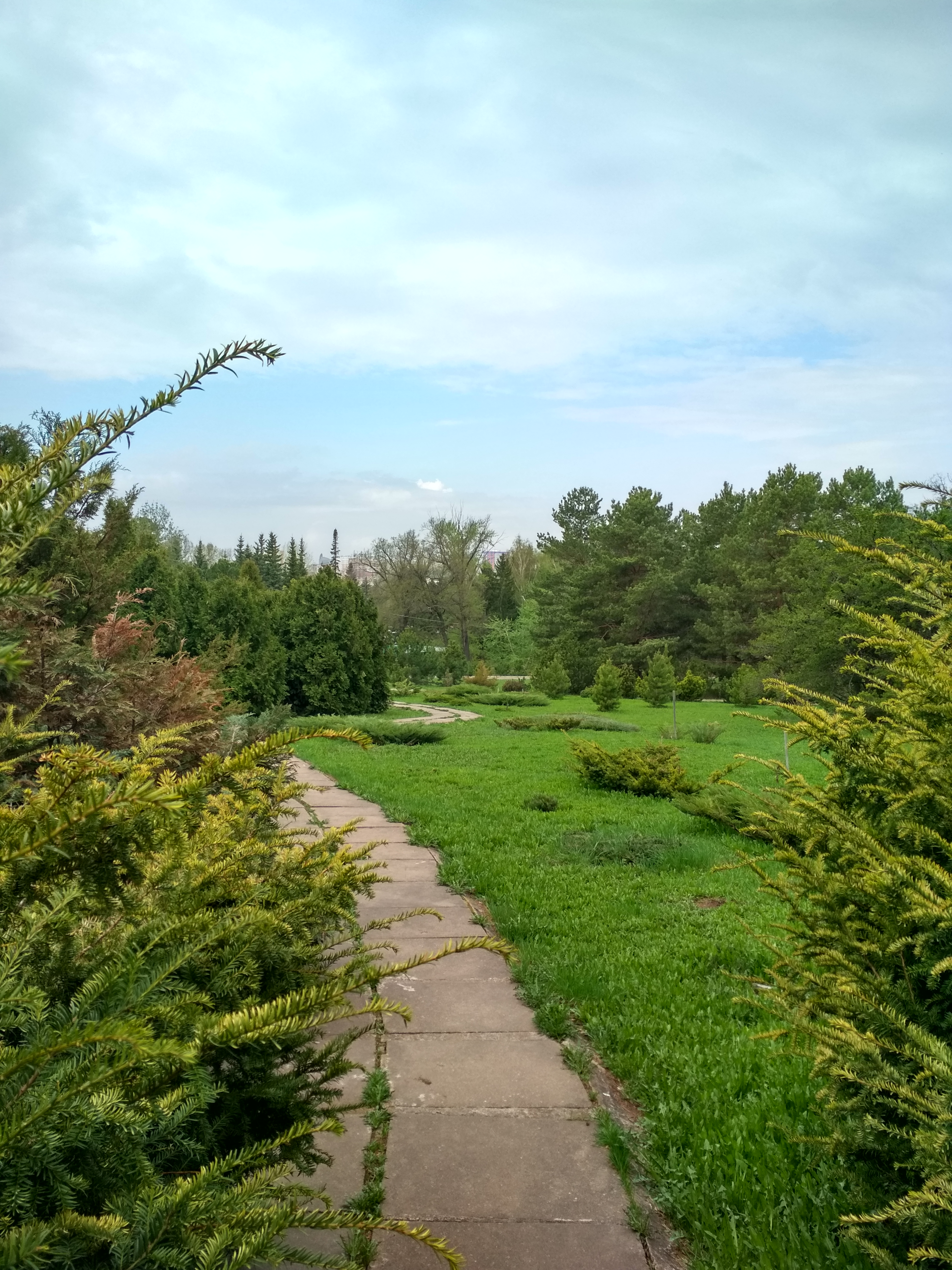
Кониферетум

- Лаборатория дендрологии и лесной селекции
  - Кониферетум (65 таксонов)
  - Фрутицетум (50 таксонов)
  - Коллекционный участок орехоплодных растений (8 таксонов)
  - Коллекционный участок берёз (7 таксонов)
  - Коллекционный участок боярышников и рябин (70 таксонов)
  - Коллекционный участок клёнов (9 таксонов)
  - Коллекционный участок жимолостей (16 таксонов)
  - Сирингарий (78 таксонов)
  - Дендрарий (96 таксонов)
  - Коллекционный участок древовидных лиан (33 таксона)
  - Коллекционный участок тополей (17 таксонов)
  - Коллекционный участок ив (43 таксона)
  - Формовой сад плодовых растений (более 20 сортов)
  - Яблоневый сад (23 сорта)
- Лаборатория лесной генетики
- Лаборатория генетики и цитологии растений
- Лаборатория биотехнологии растений
- Лаборатория интродукции древесных растений и ландшафтного озеленения

Другие отделы
- Оранжерея — группа тропических и субтропических растений (612 видов, форм и сортов субтропических и тропических растений)
- Теплица с туманообразующей установкой
- Производственно-разводочная теплица
- Рокарий
- Школьные отделения и производственные участки
- Экспериментальные участки

Главная оранжерея
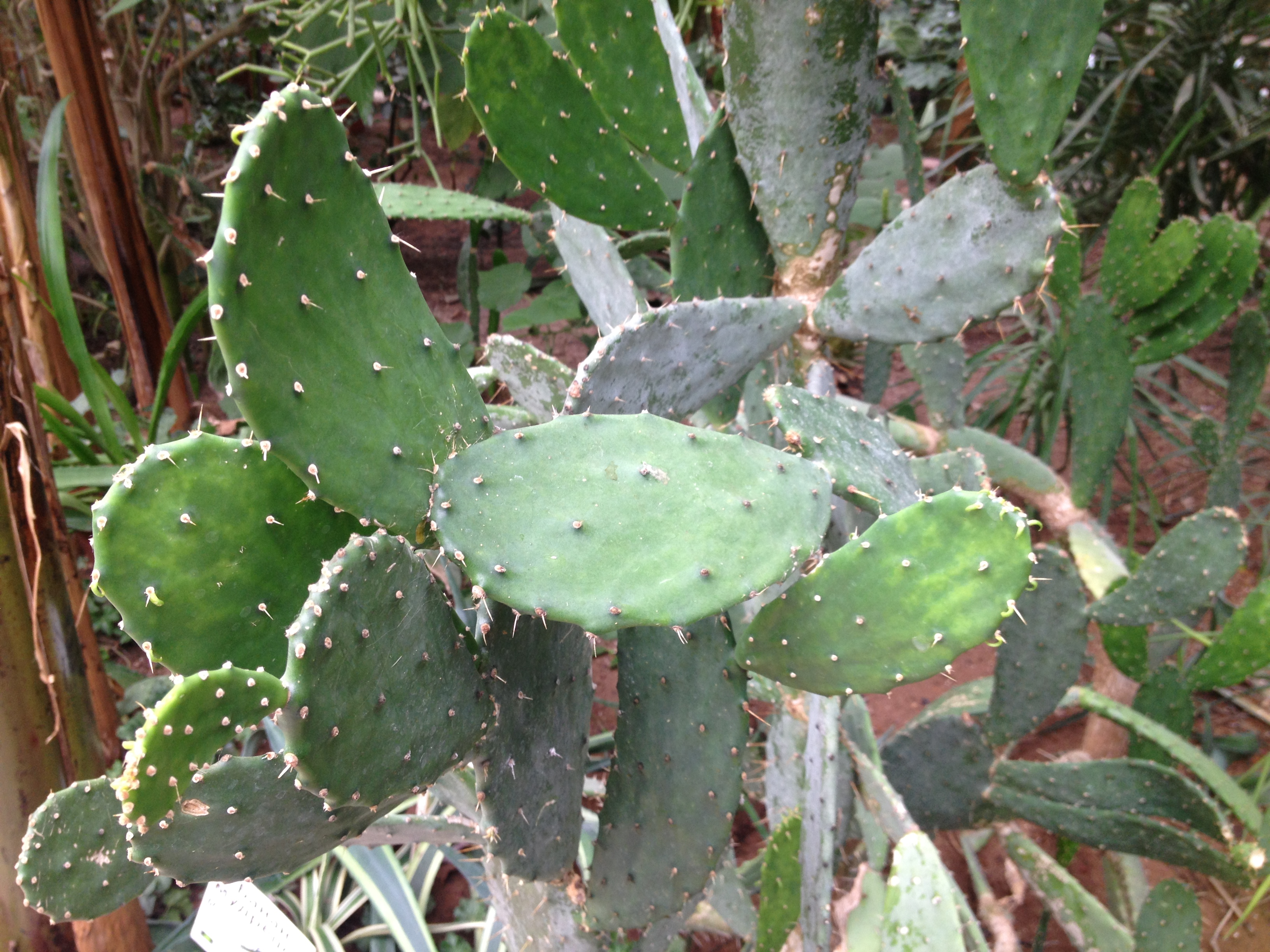
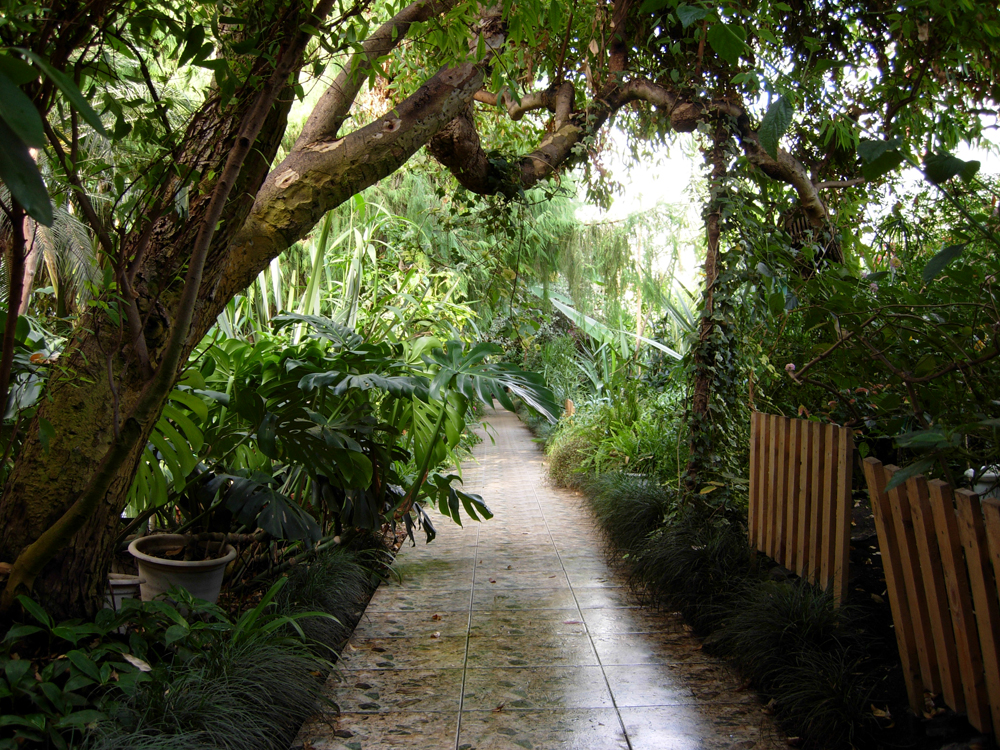
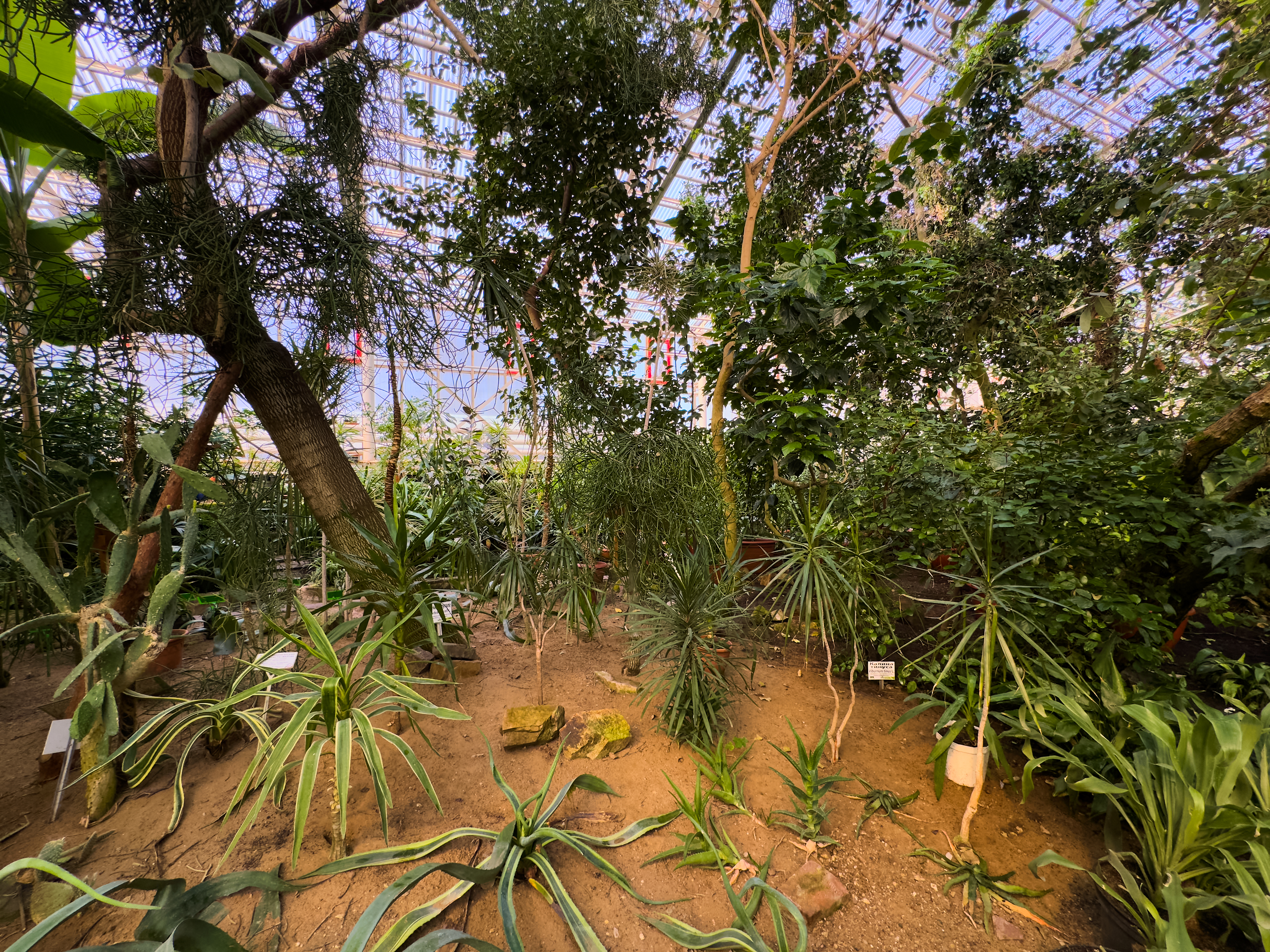
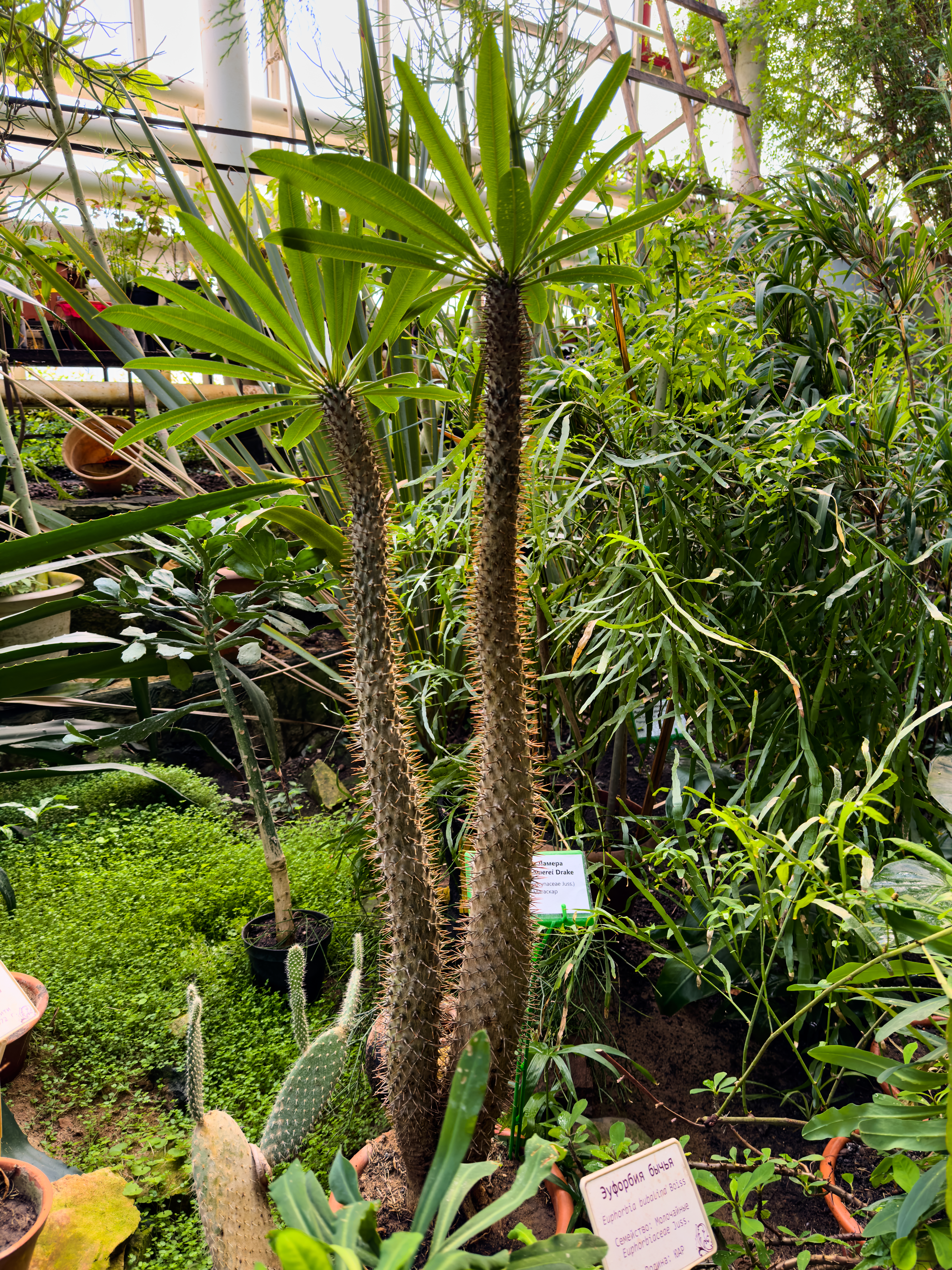
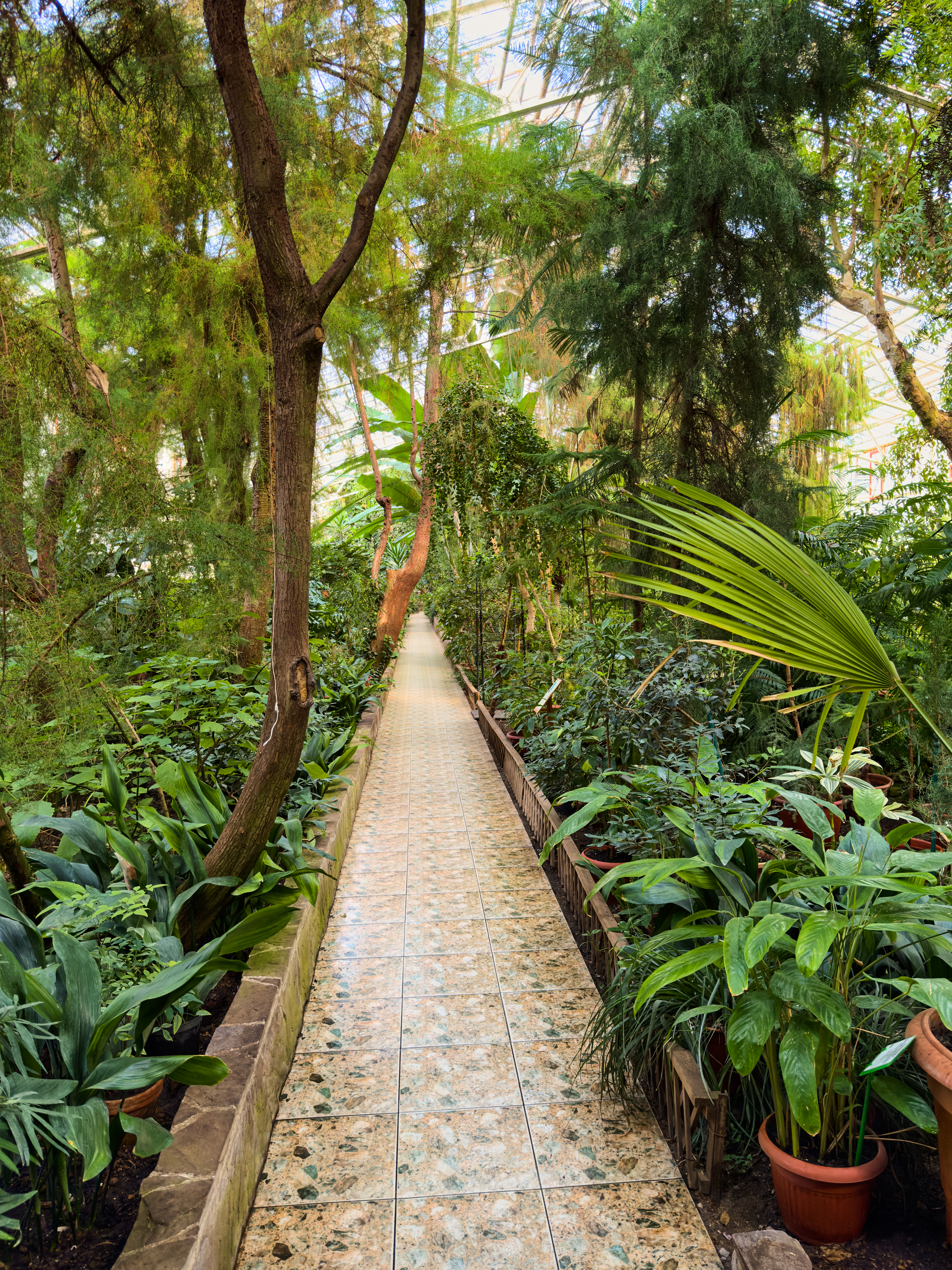
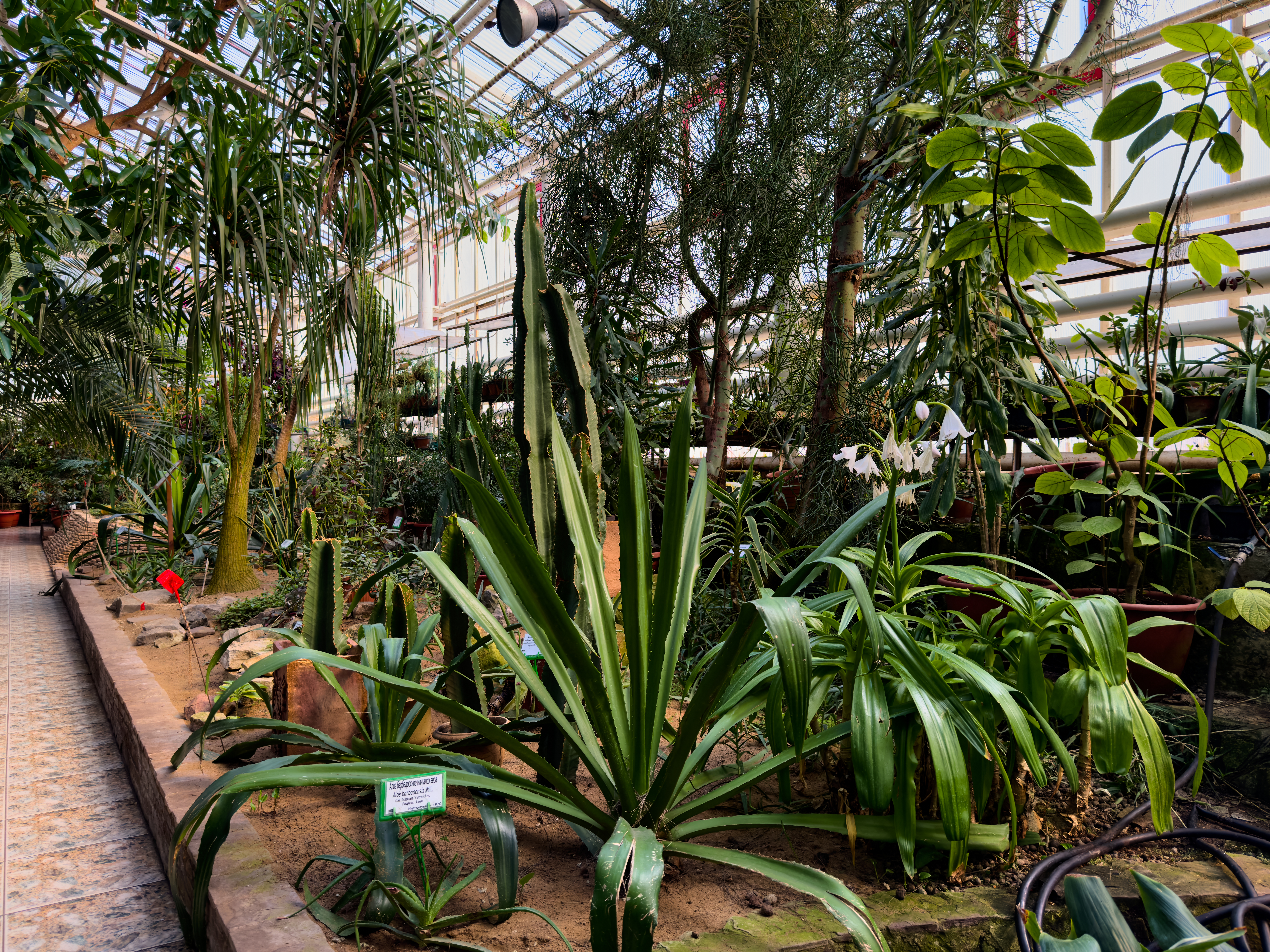
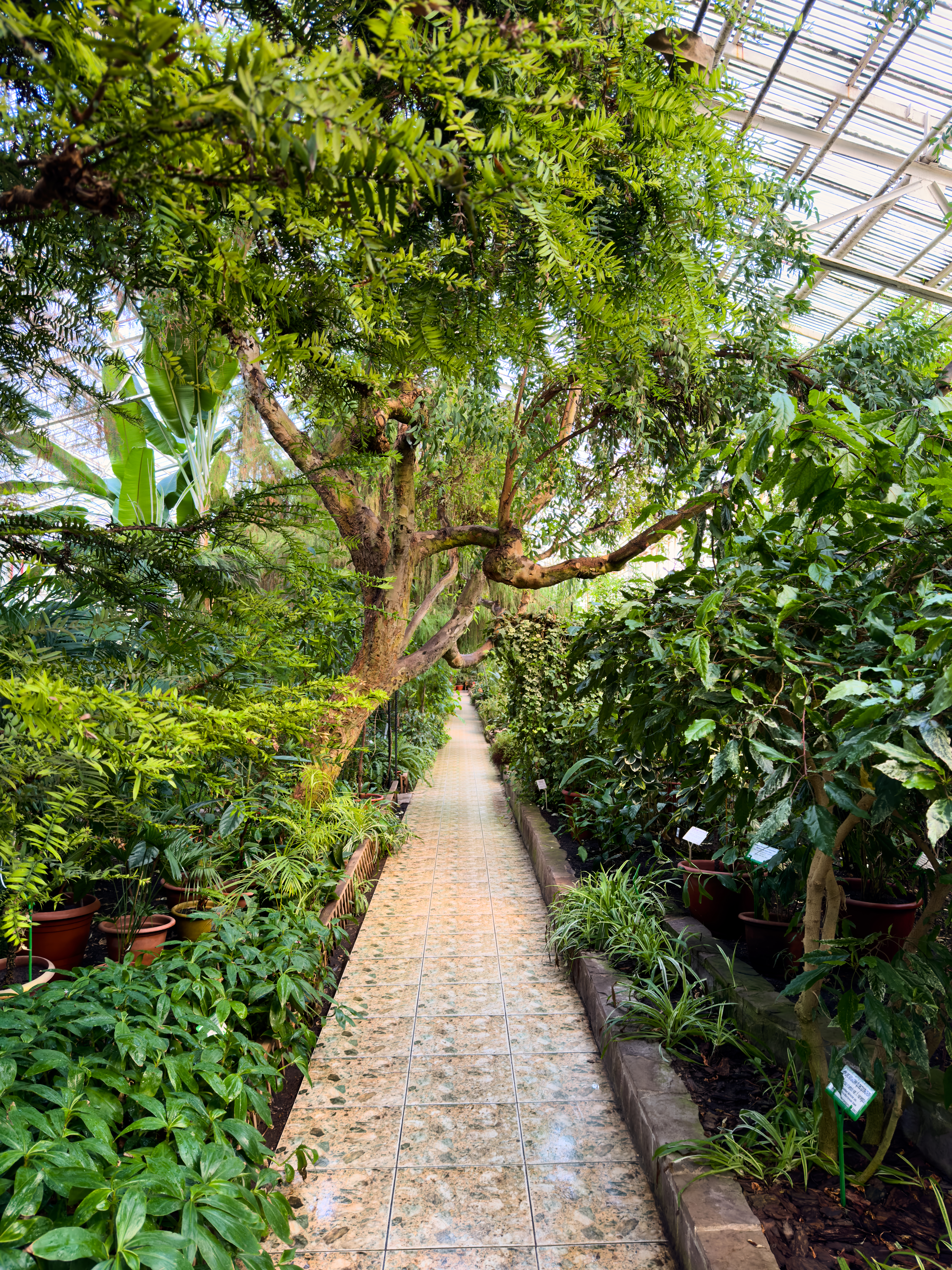

## Руководство
Институтом руководили в разное время: А. Я. Овсянников (с 1932), Н. П. Егоров (с 1935), А. Л. Коркешко (с февраля по сентябрь 1941), Кравченко (с сентября 1941), Кучеров (1957—1968, 1986—1987), Сахарова (с 1968), Кулагин (с 1971), Н. З. Валиахметов (с 1976), Р. И. Хайбуллин (с 1982), Н. А. Мартьянов (с 1987), Н. В. Старова (с 1988), З. Х. Шигапов (с 1998).

## Публикации
- Путенихин В. П., Фарукшина Г. Г., Шигапов З. Х. Лиственница Сукачёва на Урале: Изменчивость и популяционно-генетическая структура / Рос. акад. наук, Уфим. науч. центр, Ботан. сад-институт. — М.: Наука, 2004. — 280 с. — ISBN 5-02-006371-1. (в пер.)